# Amerikanische Rot-Fichte
Die Amerikanische Rot-Fichte (Picea rubens), genannt auch Adirondack-Fichte, ist eine Pflanzenart der Gattung Fichten (Picea) in der Familie der Kieferngewächse (Pinaceae).

## Beschreibung
Die Amerikanische Rot-Fichte ist ein immergrüner Baum, der Wuchshöhen von bis zu 40 Metern und bis zu 100 cm Stammumfang erreicht. Im Nordosten ihres Verbreitungsgebietes erreicht sie jedoch nur etwa 25 Meter Wuchshöhe und 60 cm Stammumfang. Das höchste bekannte Exemplar mit 46 Meter Höhe steht im Great-Smoky-Mountains-Nationalpark. Die Rinde des Stammes ist kräftig purpurbraun bis dunkelgrau. Sie reißt feinschuppig auf und löst sich bei älteren Bäumen in kleinen konkaven Platten ab. Die Baumkrone ist schmal kegelförmig und lang zugespitzt. Die Äste stehen mehr oder weniger waagrecht ab; die unteren Äste sind etwas abwärts gekrümmt und steigen zu den Spitzen hin wieder an. Die Zweige sind gelbbraun, hellorange oder rotbraun; sie sind teils dicht behaart, teils nackt mit wenigen Haaren in den Furchen. Die eiförmigen Knospen sind rotbraun und 5 bis 8 Millimeter groß. Die Nadeln sind dünn, bis 1 mm breit und 0,8 bis 2,5 cm lang; sie enden spitz. Im ersten Jahr sind die Nadeln grasgrün, später tiefgrün und glänzend. Die zerriebenen Nadeln duften nach Kerzenwachs oder Äpfeln.

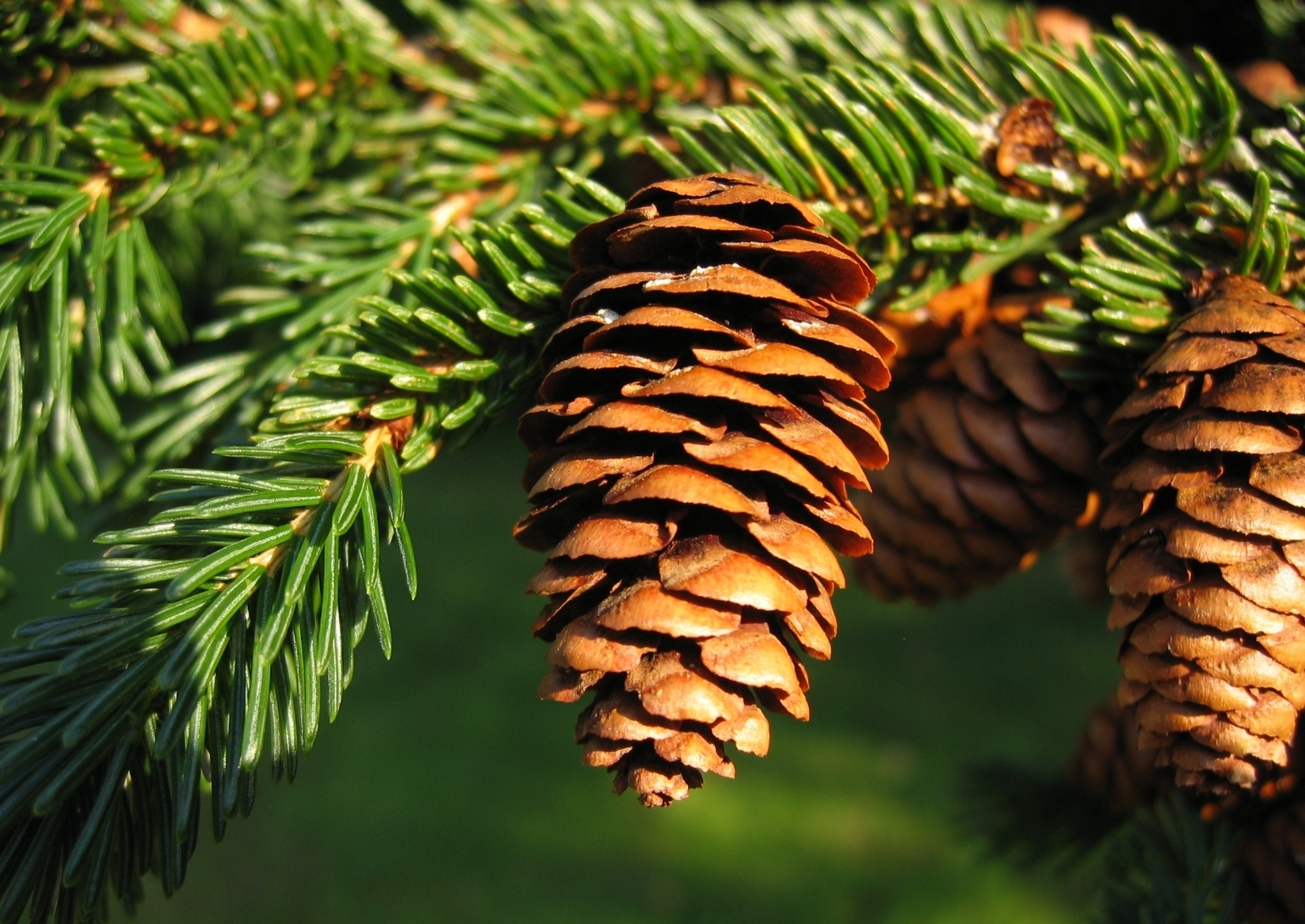
Zweig mit Zapfen

Die männlichen Blüten sind hängend und hellrot. Die weiblichen Zapfen sind länglich eiförmig und stehen oft in Büscheln. Sie sind etwa 2,3 bis 4,5 cm lang.

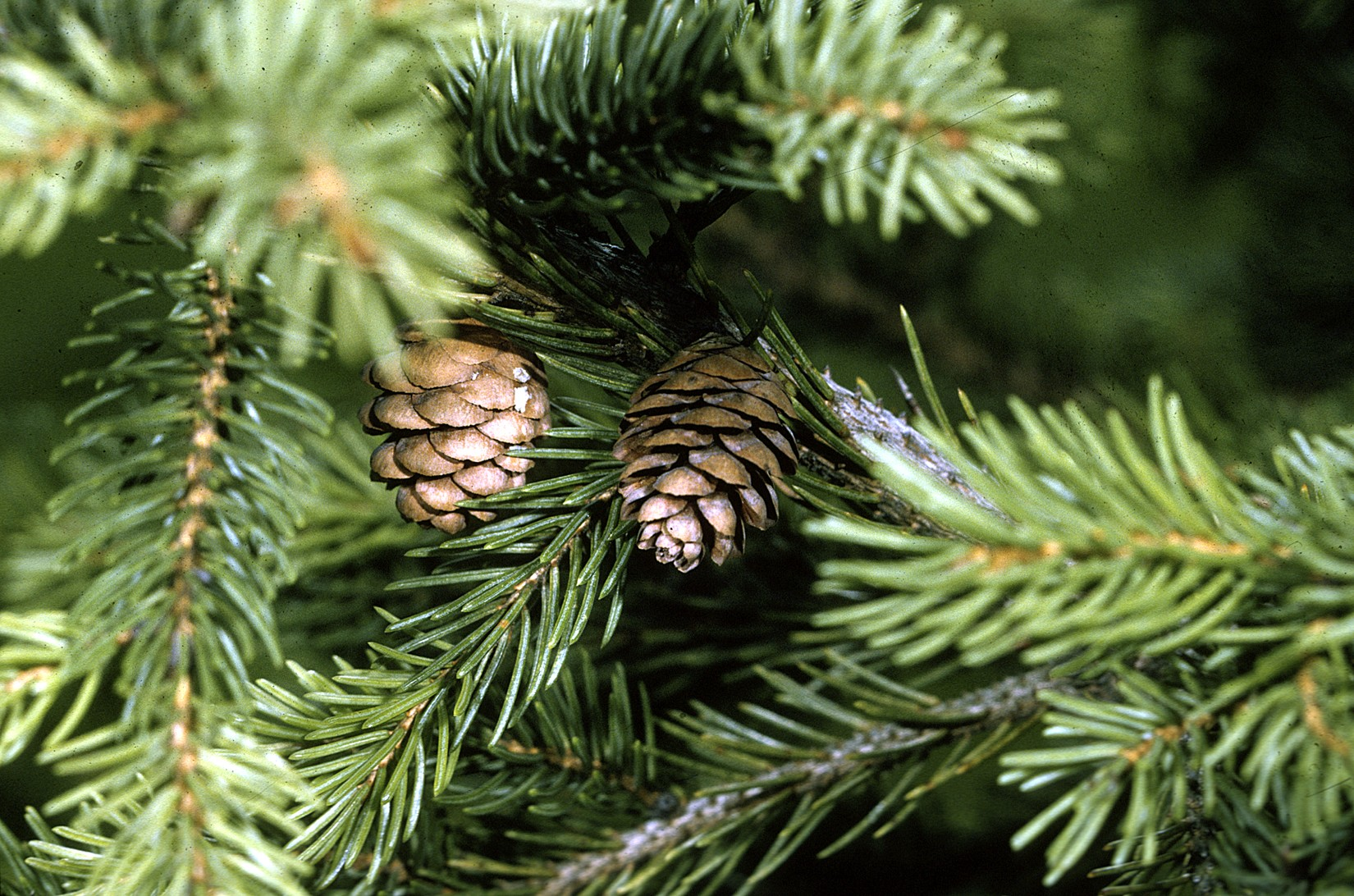
Amerikanische Rot-Fichte (Picea rubens), Zweig mit Zapfen

Die Chromosomenzahl ist 2n=24.

## Verbreitung und Standort

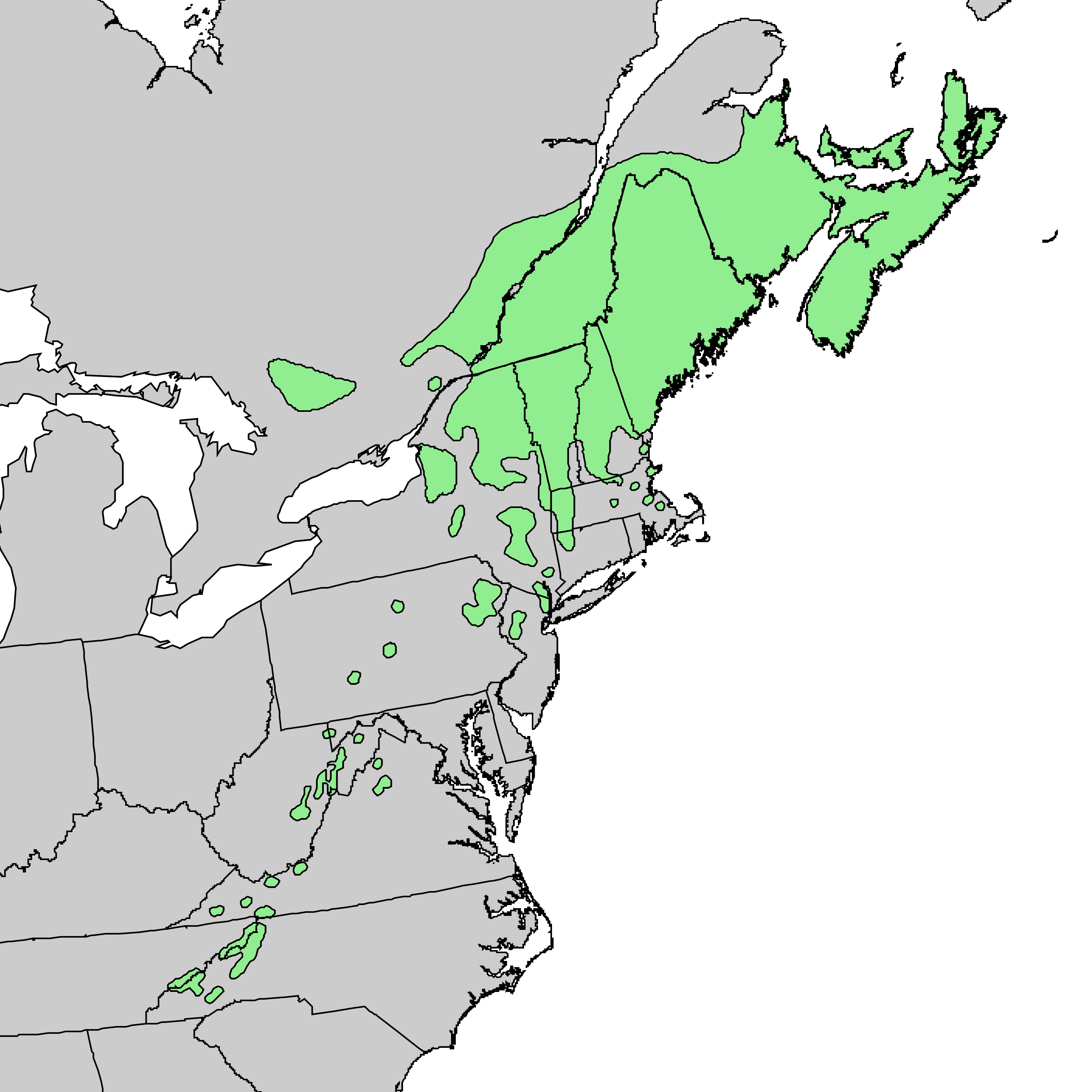
Karte des Verbreitungsgebiets

Die Amerikanische Rot-Fichte ist im östlichen Nordamerika heimisch; ihr Verbreitungsgebiet erstreckt sich im Wesentlichen vom küstennahen östlichen Kanada in südwestlicher Richtung bis in die Appalachen. In Kanada kommt sie in Neuschottland, Neubraunschweig, dem südlichen Quebec und dem südöstlichen Ontario vor; auch auf der Prinz-Edward-Insel und den französisch kontrollierten Inseln Saint-Pierre und Miquelon ist sie verbreitet. In den östlichen USA reichen ihre Vorkommen in die Bundesstaaten Maine, New Hampshire, Vermont, Massachusetts, Connecticut, New York, Pennsylvania, New Jersey, Maryland, Virginia, West Virginia, North Carolina und Tennessee.
Diese Art besiedelt Höhenlagen von 0 bis 2000 m. Sie bevorzugt ein kühl-feuchtes Klima.
In Deutschland wird die Amerikanische Rot-Fichte nur selten gepflanzt.

## Nutzung
Die langen Wurzeln wurden früher von einheimischen Indianern ausgegraben, abgeschält und zum Flechten verwendet. Das Harzpech wurde zum Ausstopfen von Löchern verwendet. In Maine wurde in der letzten Hälfte des 19. Jahrhunderts bis zum Anfang des 20. Jahrhunderts aus dem Harz Kaugummi gewonnen. Siedler benutzten die jungen grünen Nadeln zur Aromatisierung beim Bierbrauen.
Das Holz ist hell und von geringer Dichte. Es wird als Bauholz, in der Papierherstellung und bei der Herstellung von Streich- und Zupfinstrumenten verwendet.

## Systematik
Der deutsche Botaniker Otto von Münchhausen beschrieb die Amerikanische Rot-Fichte unter dem Taxon Pinus acutissima 1770 in seinem sechsbändigen Werk Der Hausvater (Band 5(1), Seite 225). Die heute gültige Beschreibung der Art als Picea rubens in der Gattung Picea durch den amerikanischen Botaniker Charles Sprague Sargent wurde 1898 veröffentlicht (Silva 12: 33, t. 597, 1898).
Weitere Synonyme für die Art sind:
- Picea australis Small 1903
- Picea nigra (Aiton) Link var. rubra (Du Roi) Engelmann
- Picea rubra (Du Roi) Link 1831 non A.Dietrich 1824.

## Sonstiges
Die Bestände der Amerikanischen Rot-Fichte in den Appalachen, die bereits durch Waldbrände und Rodungen auf ein Bruchteil ihrer ursprünglichen Bestände geschrumpft waren, leiden unter durch Luftverschmutzung verursachtem saurem Regen.
Das älteste bekannte Exemplar der Amerikanischen Rot-Fichte war etwa 445 Jahre alt.
Die Amerikanische Rot-Fichte ist der Provinzbaum der kanadischen Provinz Neuschottland.